# A magyar jégkorong-válogatott mérkőzései 2000-ben
A magyar jégkorong-válogatott 2000-ben, Pekingben megnyerte a C. csoportos világbajnokságot, amivel a csapat jogot szerzett arra, hogy a következő évtől, ismét egy osztállyal feljebb szerepelhessen a világversenyen.

## Eredmények
Olimpiai előselejtező torna
| 560. mérkőzés 2000. február 10. | Magyarország | 1 – 7           | Japán                                          | Gentofte Játékvezetők: Bertolotti |
| 560. mérkőzés 2000. február 10. | Ocskay       | (0:4, 1:2, 0:1) | Yule Fudzsita Maszukava Szakai Kabajama Jamata | Gentofte Játékvezetők: Bertolotti |

Olimpiai előselejtező torna
| 561. mérkőzés 2000. február 12. | Magyarország | 3 – 6           | Dánia                            | Roedovre Játékvezetők: Kruus |
| 561. mérkőzés 2000. február 12. | Orsó Ladányi | (1:3, 0:1, 2:2) | Andersen Green J. Nielsen Larsen | Roedovre Játékvezetők: Kruus |

Olimpiai előselejtező torna
| 562. mérkőzés 2000. február 13. | Magyarország | 1 – 5           | Hollandia                           | Gentofte Játékvezetők: Kruus |
| 562. mérkőzés 2000. február 13. | Szélig       | (0:3, 0:1, 1:1) | Versteeg Bultje Speel Kruger Jacobs | Gentofte Játékvezetők: Kruus |

Világbajnokság C. csoport
| 563. mérkőzés 2000. március 20. 09:30 (CET) | Spanyolország     | 2 – 7                         | Magyarország                      | Peking Játékvezetők: Koji |
| 563. mérkőzés 2000. március 20. 09:30 (CET) | Izaguirre Palacin | (1:2, 0:3, 1:2) (Jegyzőkönyv) | Simon Ocskay Palkovics Bali Dobos | Peking Játékvezetők: Koji |

Világbajnokság C. csoport
| 564. mérkőzés 2000. március 22. 09:30 (CET) | Magyarország                                       | 9 – 2                         | Dél-Korea | Peking Játékvezetők: Matusak |
| 564. mérkőzés 2000. március 22. 09:30 (CET) | Ocskay Ladányi Simon Palkovics Orsó Gröschl Tokaji | (2:0, 4:0, 3:2) (Jegyzőkönyv) |           | Peking Játékvezetők: Matusak |

Világbajnokság C. csoport
| 565. mérkőzés 2000. március 25. 18:30 (CET) | Kína | 2 – 3                         | Magyarország            | Peking Nézőszám: 8000 Játékvezetők: Sherred |
| 565. mérkőzés 2000. március 25. 18:30 (CET) | ?    | (0:2, 2:1, 0:0) (Jegyzőkönyv) | Palkovics Ocskay Szélig | Peking Nézőszám: 8000 Játékvezetők: Sherred |

Világbajnokság C. csoport
| 566. mérkőzés 2000. március 26. 18:30 (CET) | Magyarország                                              | 13 – 3                        | Horvátország                  | Peking Játékvezetők: Feofanov |
| 566. mérkőzés 2000. március 26. 18:30 (CET) | Ocskay Sándor Palkovics Horváth Tokaji Simon Szélig Dobos | (2:0, 3:2, 8:1) (Jegyzőkönyv) | Jacmenjak Viktorov Gojanovics | Peking Játékvezetők: Feofanov |

Barátságos mérkőzés
| 567. mérkőzés 2000. november 10. | Magyarország                                | 6 – 2           | Hollandia              | Dunaújváros Nézőszám: 1000 Játékvezetők: Árkovics |
| 567. mérkőzés 2000. november 10. | Horváth A. Palkovics Ocskay Horváth B. Rajz | (2:1, 1:0, 3:1) | van Heeswijk Visschers | Dunaújváros Nézőszám: 1000 Játékvezetők: Árkovics |

Barátságos mérkőzés
| 568. mérkőzés 2000. november 11. | Magyarország                | 5 – 3           | Szlovénia   | Székesfehérvár Nézőszám: 1000 Játékvezetők: Bartha |
| 568. mérkőzés 2000. november 11. | Kovács Ocskay Simon Ladányi | (0:0, 3:0, 2:3) | Kontrec Jan | Székesfehérvár Nézőszám: 1000 Játékvezetők: Bartha |

Barátságos mérkőzés
| 569. mérkőzés 2000. november 12. | Magyarország                   | 5 – 3           | Lengyelország          | Székesfehérvár Nézőszám: 1000 Játékvezetők: Oltyán |
| 569. mérkőzés 2000. november 12. | Tőkési Horváth Simon Orsó Bali | (0:0, 4:1, 1:2) | Pysz Slabon Slusarczyk | Székesfehérvár Nézőszám: 1000 Játékvezetők: Oltyán |

## Külső hivatkozások
- A Magyar Jégkorong Szövetség hivatalos honlapja